# Corps polonais de formation et de déploiement
Le Corps polonais de formation et de déploiement (en anglais Polish Resettlement Corps, PRC ; en polonais Polski Korpus Przysposobienia i Rozmieszczenia) était une organisation créée par le gouvernement britannique en 1946 pour accueillir les membres des forces armées polonaises qui avaient servi dans les forces armées britanniques et qui ne souhaitaient pas retourner dans une Pologne communiste après la fin de la Seconde Guerre mondiale. Il était conçu pour faciliter leur transition de la vie militaire à la vie civile et pour les maintenir sous contrôle militaire jusqu'à ce qu'ils soient pleinement adaptés à la vie britannique. Il était principalement géré par l'armée britannique. Le PRC a été dissous après avoir rempli son objectif en 1949. Environ 150 000 soldats polonais et leurs personnes à charge se sont installés au Royaume-Uni, constituant une partie importante de la communauté polonaise locale.